# Abate fetel

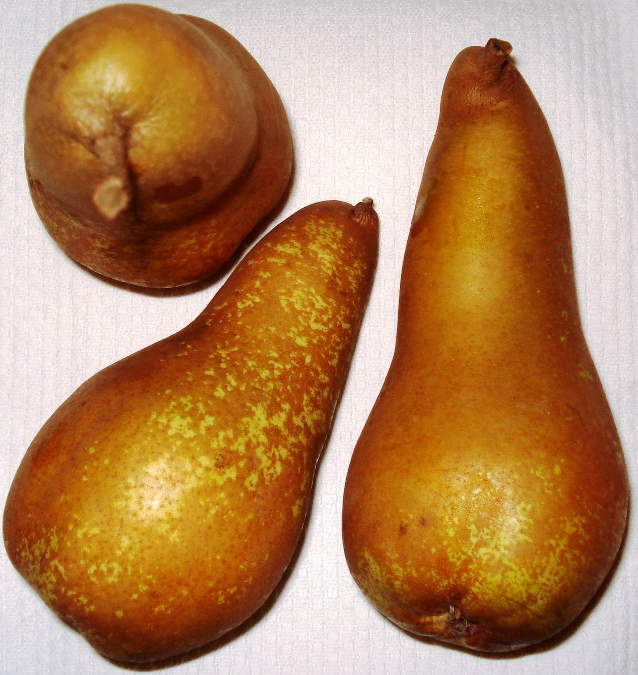

Abate Fetel (Pyrus communis 'Abate Fetel') nebo také 'Abbé Fétel' je ovocný strom, kultivar druhu hrušeň obecná z čeledi růžovitých. Plody jsou řazeny mezi odrůdy podzimních hrušek, sklízejí se v září, dozrávají v říjnu, ale ve vhodných podmínkách jsou skladovatelné do března . Středně citlivá na strupovitost.

## Historie

### Původ
Jde o starou odrůdu. Byla objevena ve Francii v roce 1866 opatem Fételem poblíž obce Chessy-les-Mines (v okrese Villefranche-sur-Saône kantonu Bois-d'Oingt, Département Rhône) V roce 1886 byla poprvé popsána. Odrůda je nejrozšířenější v Itálii, Chile a Argentině.

## Vlastnosti
Roste slabě až středně, je obvykle považována za keřovitý strom. Plodnost je časná a vysoká.

## Plod
Plody jsou dlouze kuželovité, protáhlého tvaru, velké až velmi velké, dlouhé až 12 cm, v průměru 7 cm. Silná pokožka má žlutozelenou barvu, po dozrání žlutou základní barvu s hnědou rzivostí a četnými lenticelami. Dužnina je bílá, šťavnatá, měkká, sladká, nakyslá, s příjemnou vůní.

## Použití
Snese přepravu. Je určena na přímou konzumaci a skladování. Pro dosažení kvalitního ovoce a zralosti vyžaduje ve střední Evropě pouze nejlepší chráněné lokality. Při předčasné sklizni kvalita ovoce trpí.